# Laila el-Haddad
Laila El-Haddad (àrab: ليلى الحداد, Laylà al-Ḥaddād) és una escriptora i periodista palestina establerta als Estats Units. Impàrteix conferències sobre Gaza, la intersecció del menjar i la política, i l'islam contemporani. També és assessora política de l'organització Al-Shabaka.
És autora de Gaza Mom, coautora de The Gaza Kitchen: A Palestinian Culinary Journey i coeditora de Gaza Unsilenced.

## Vida personal i context
El-Haddad va néixer a Kuwait el 1978. Va créixer principalment a l'Aràbia Saudita, on treballaven els seus pares, i va passar els estius a Gaza.
Va viatjar als Estats Units per assistir a la Universitat Duke, i després va rebre el Master of Public Policy de l'Escola de Govern John F. Kennedy, on va rebre la beca Clinton per a estudiants de postgrau palestins. Es va traslladar a Gaza per treballar com a periodista mentre el seu marit seguia als EUA. L'experiència de l'espera constant, sigui per a la documentació o per a l'obertura de les fronteres, la posa al corrent sobre els problemes que els palestins s'enfronten avui dia.

## Carrera
Del 2003 al 2007, El-Haddad va ser el corresponsal a Gaza del lloc web en anglès d'Al Jazeera. Va cobrir la retirada unilateral israeliana el 2005 i les eleccions legislatives palestines el 2006. El-Haddad va codirigir la pel·lícula Tunnel Trade de Tourist With A Machinewriter Production Company i va contribuir a la guia de Palestina de la Guia de Turisme Alternatiu de Beit-Sahur.
Anteriorment, va escriure un blog anomenat Raising Yousuf: Diary of a Mother Under Occupation també conegut com Gaza Mom.
El 2010, va recopilar entrades del seu blog i altres escrits en un llibre, Gaza Mom: Palestine, Politics, Parenting, and Everything In Between.
Ha publicat articles a The Washington Post, International Herald Tribune, The Baltimore Sun, New Statesman, Le Monde diplomatique i The Electronic Intifada, i ha estat convidada a Al Jazeera, NPR, CNN i la BBC.

## Publicacions
El-Haddad ha publicat dos llibres. Gaza Mom: Palestine, Politics, Parenting, and Everything In Between, publicat el 2010, és una recopilació d'entrades del seu blog i altres escrits sobre la seva vida quotidiana mentre cobria els esdeveniments de Gaza i intentava explicar-los als seus fills.
El 2013, va ser coautora de The Gaza Kitchen: A Palestinian Culinary Journey amb Maggie Schmitt. Aquest llibre de receptes de tota la Franja de Gaza explora el patrimoni alimentari de la regió i explica les històries de dones i homes de Gaza per retratar la realitat de la vida palestina des d'una perspectiva personal.